# Triángulo de Hala'ib
El triángulo de Hala'ib (en árabe: مثلث حلايب) es una zona de 20 580 km² situada en la costa africana del mar Rojo, en la frontera entre Egipto y Sudán. La principal ciudad es Hala'ib. Este territorio está actualmente administrado por Egipto, aunque Sudán también reclama la soberanía sobre la zona.
En 1899, y bajo la influencia de la potencia colonial en la época, Gran Bretaña, el Condominio anglo-egipcio para el Sudán marcó el paralelo 22 como la frontera entre Egipto y Sudán. En 1902, el Reino Unido cambió la frontera administrativa, pasando el Triángulo de Hala'ib a administración sudanesa porque era más fácilmente accesible desde Sudán.
En 1958, Gamal Abdel Nasser mandó tropas egipcias a la zona, aunque las retiró poco después.
Aunque ambos países reclaman la soberanía, la zona estuvo bajo control sudanés hasta 1992, cuando Egipto protestó por la concesión de derechos de explotación marítimos a una compañía petrolífera canadiense en las aguas del Triángulo. Durante las negociaciones al efecto entre los países, la compañía decidió retirarse hasta que la soberanía fuera decidida. En enero de 2000, Sudán retiró su ejército de la zona, cediendo el control efectivo a Egipto, que desde entonces la mantiene ocupada.
En 2004, el presidente de Sudán Omar Al-Bashir reclamó de nuevo la soberanía de la zona. Al-Bashir insistió en que Sudán nunca había renunciado a la soberanía de la ciudad y su entorno. Las declaraciones se interpretan como una respuesta al reciente descubrimiento de reservas de petróleo en la zona.